# 穆熙妍
穆熙妍（Crystal Mu，1979年3月11日—），本名潘欣欣，台灣電視節目主持人。穆熙妍的伯父潘文炎曾任昱晶能源科技公司董事長，為聯合再生能源公司六創辦人之一。穆熙妍曾被蔡康永形容為「娛樂圈家裡最有錢的一個人」。

## 簡歷
穆熙妍在台灣出生，國中二年級時到加拿大升學，畢業於英屬哥倫比亞大學，更曾就讀師大翻譯研究所口譯組。1999年，她參加溫哥華華裔小姐競選，榮獲冠軍和最上鏡小姐；2000年再競逐國際中華小姐競選，奪得季軍。返回台灣後活躍於演藝圈，是各大綜藝節目的常客，後主持節目《美麗說達人》、《我在北海道》等。2016年出版《见过爱情的人》。

## 個人生活
在動物之家當義工，至今從未間斷。穆熙妍曾將家裡飼養的一隻失聰寵物狗Toffy，亮相於《康熙來了》的寵物專題。2015年3月9日饲养了14年的宠物狗Toffy离世。
2014年5月17日和學長史天威舉行婚宴，隔年5月完成登記結婚。

## 演出作品

### 電視劇
| 首播   | 電視台     | 劇名      | 角色     | 備註 |
| ------ | ---------- | --------- | -------- | ---- |
| 2013年 | 中天綜合台 | PMAM      | christal |      |
| 2013年 | 民視無線台 | 愛情ATM   | 丁安琪   |      |
| 2013年 | 民視無線台 | 風水世家  | 可可     |      |
| 2016年 | LINE TV    | 迷徒Chloe | Jessica  |      |

### 電影
- 2018《犬犬之心》(網絡電影)

## 主持作品
| 播出頻道                  | 節目名稱           | 性質              |
| ------------------------- | ------------------ | ----------------- |
| 新時代電視台 加拿大溫哥華 | 《溫哥華吃透透》等 | [ 1 ] [ 2 ]       |
| 年代綜合台                | 《娛樂大風暴》     | [ 9 ] [ 1 ] [ 2 ] |
| 年代綜合台                | 《美麗說達人》     | [ 10 ]            |
| JET日本台                 | 《我在北海道》     |                   |
| 高點綜合台                | 《美味地圖》       |                   |
| 超視                      | 《明周時尚》       |                   |
| 東風衛視                  | 《我的美好Style》  |                   |
| 東風衛視                  | 《全球WoW新聞》    |                   |

## 出版品

### 著作
- . 台灣知識庫. 2015-12-11. ISBN 9789866354601 （中文（繁體））.
- . 九州出版社. 2016-08-01: 330頁. ISBN 978-751-084-422-5 （中文（简体））.ASIN B01KHDPE4G
- . 尖端出版社. 2017-09-06: 328頁. ISBN 9789571070629 （中文（繁體））.
- A-Team 玩偶 歌詞

## 外部連結
- 穆熙妍 Crystal Mu的Facebook專頁
- 穆熙妍的Instagram帳戶

| 前任： 李孟潔 | 溫哥華華裔小姐競選冠軍 1999年 | 繼任： 廖碧兒 |